# Biblioteca Pública de Newark
La Biblioteca Pública de Newark (idioma inglés: Newark Public Library, NPL) es el sistema de bibliotecas del Newark, Nueva Jersey, Estados Unidos. Tiene una biblioteca central y sucursales.

## Bibliotecas
- Biblioteca Principal (Main Library) - Situada en Washington Park. Tiene la sala hispanoamericana.[2]
- Branch Brook Branch
- Clinton Branch
- First Avenue Branch
- Madison Branch
- North End Branch
- Roseville Branch
- Springfield Branch
- Vailsburg Branch
- Van Buren Branch
- Weequahic Branch